# 422

422(사백이십이)는 421보다 크고 423보다 작은 자연수다.

## 수학
- 합성수로, 그 약수는 1, 2, 211, 422이다. 진약수의 합은 214이므로, 422는 부족수다.
  - 133번째 반소수다. 앞의 반소수는 417, 다음 반소수는 427이다.
- {\displaystyle 55^{5}-1}은 422로 나누어떨어진다.

## 과학
- NGC 422(영어판): 큰부리새자리 방향에 있는 산개 성단.

## 교통

### 철도
- 수도권 전철 4호선 동대문역사문화공원역의 역번호.

### 도로
- 고속도로 및 국도
  - 유럽 고속도로 422호선: 독일 트리어에서 자르브뤼켄까지 이어지는 유럽 고속도로.
  - 일본 422번 국도(일본어판): 시가현 오쓰시에서 미에현 기타무로군 기호쿠정까지 이어지는 일본의 국도.
- 기타 도로
  - 현도 제422호선

## 군사
- U-422(영어판, 독일어판): 제2차 세계 대전에 사용된 나치 독일의 군용 잠수함.

## 문화유산
- 대한민국의 보물 제422호: 남원 선원사 철조여래좌상
- 대한민국의 사적 제422호: 하남 이성산성

## 방송
- KT HCN의 쿠키건강TV 채널 번호.

## 기타
- 날짜: 4월 22일
- 연도: 422년, 기원전 422년